# Plagithmysus vitticollis
Plagithmysus vitticollis là một loài bọ cánh cứng trong họ Cerambycidae.